# La Cortina (Perú)
La Cortina es una localidad peruana ubicada en el distrito de Piura, perteneciente a la provincia y departamento homónimo, al norte del Perú. 

## Ubicación
La Cortina se ubica al oeste de la provincia de Piura, en el distrito de Piura, en el departamento de Piura.

## Demografía
En 2017 La Cortina tenía una población de 16 habitantes.